# Universe at War: Earth Assault
Universe at War: Earth Assault — стратегія в реальному часі, розроблена Petroglyph Games і видана Sega для Windows та Xbox 360 у 2007—2008 році. Universe at War: Earth Assault планувалася першою грою в серії Universe at War, але не отримала продовження.

## Ігровий процес

### Основи
Universe at War: Earth Assault зосереджена на сутичках, упродовж яких потрібно будувати військові бази, збирати ресурси, будувати та вдосконалювати армію та застосовувати її в битвах проти суперників. Перемога досягається або знищенням головних споруд суперника, або захопленням ключових точок на місцевості. В Universe at War: Earth Assault три режими гри. Режим кампанії пропонує зіграти в сюжетну історію, поділену на місії за людей і три інопланетні фракції: Ієрархію, Новус і Масарі. В режимі сценарію пропонується обрати Ієрархію, Новус або Масарі та впродовж низки місій перемогти суперників на Землі. Місії відображаються на карті світу, де виконують глобальні дії, а коли дві армії стикаються на одній території, відбувається звичайна битва в реальному часі. У режимі сутички відбувається окремий бій проти ШІ чи інших гравців за обраними заздалегідь умовами.
Війська поділяються на піхоту, техніку та авіацію. Їх можна об'єднувати в групи, піктограми яких відображаються на панелі знизу екрана для швидкого керування ними. Також кожна фракція має героїв — окремих персонажів з потужними здібностями. Кожна фракція здатна побудувати дві суперзброї, що дають обширний ефект на території, після чого тривалий час перезаряджаються. Розбудова бази, найм військ і їхнє вдосконалення відбуваються за ресурси, що збираються з об'єктів на місцевості (крім Масарі). При грі проти ШІ чи іншого гравця пропонується опція DEFCON, за якої вдосконалення для всіх учасників сутички отримуються безкоштовно з часом. Виконуючи впродовж гри особливі умови, гравець отримує медалі, які потім надають переваги в режимі сутички.

### Фракції
В Universe at War: Earth Assault є три повноцінні фракції: Ієрархія, Новус і Масарі. Люди присутні лише в навчанні та як союзники Новуса й Масарі в сюжетній кампанії. Кожна фракція має свій підхід до збору ресурсів, розбудови бази й стилю ведення сутичок.
Ієрархія — цивілізація, що мандрує галактикою в пошуках природних ресурсів і завоювань. Вона включає деяких представників переможених нею цивілізацій до своїх лав. Основу гри за Ієрархію складають дорогі крокуючі механізми, що одночасно створюють війська і самі є потужними бойовими одиницями. Гравець може володіти не більше, ніж трьома механізмами, натомість вони можуть доповнюватися модулями, що розширюють їхні функції. В той же час споруди Ієрархії будуються довго в два етапи: спершу для них готується місце, а потім готова споруда спускається з космосу. З цієї причини Ієрархія в цілому вразлива на початку гри. Її дрони-женці здатні переробляти на ресурси практично будь-які об'єкти на місцевості та мусять постійно робити це для підтримки економіки. Армія Ієрархії складається з кібернетичних і органічних одиниць, які можуть вироблятися масово. Споруди та зброя після вдосконалення поширюють радіацію, що перетворює органічних істот навколо на зомбі, агресивних до всіх інших органічних істот. Ієрархія розвивається за трьома напрямками: мутагенний, квантовий і штурмовий. Мутагенний посилює радіаційне забруднення та лікування військ Ієрархії. Квантовий дозволяє брати під контроль суперників, телепортувати війська та посилювати захист. Штурмовий збільшує силу, швидкість і дальність атак. Суперзброя: «Масове скидання», що викликає випадіння на вказану зону космічного сміття, яке потім можна переробити на ресурси; «Радіаційний каскад» запускається з наукового механізму та поширює у вказаному напрямку радіацію, що руйнує споруди та заражає місцевість.
Новус — роботи, чиїх творців знищила Ієрархія. Їхня мета полягає в помсті Ієрархії. Війська Новуса швидкі та дешеві, але в той же час крихкі. Вони здатні телепортуватися між заздалегідь заданими точками, а три напрямки розвитку надають різноманітні можливості, що посилюють роботів і ослаблюють їхніх суперників. Напрямок обчислення забезпечує сповільнення суперників і перехоплення контролю над ними. Нанотехнології підвищують захист і продуктивність споруд і військ Новуса. Сигнал покращує телепортацію та надає маскування. Роботи вміють переробляти неорганічні об'єкти на місцевості в ресурси, а їх дрони-збірники безкоштовні. На відміну від інших фракцій, споруди Новуса повинні бути поєднані в енергомережу, щоб функціонувати. Суперзброя: «ЕМІ», що тимчасово вимикає всю техніку в зоні дії; та «Гравітаційна бомба», що створює чорну діру, куди затягує всі об'єкти в зоні дії, а потім вони переробляються на ресурси.
Масарі — цивілізація, що в давнину дала Ієрархії технології для виживання, але Ієрархія використала їх для підкорення галактики та знищення своїх рятівників. Масарі не залежать від джерел ресурсів на місцевості, а генерують їх самостійно. Дизайн їхньої архітектури нагадує єгипетські та мезоамериканські споруди, а війська схожі на міфічних істот. Війська цієї фракції найсильніші в грі, але також у неї найвразливіші герої. Діяльність бази сильно залежить від посилень, які надають юніти «архітектори», а генератори ресурсів вибухають при знищенні, пошкоджуючи все довкола. Разом з тим Масарі єдині можуть будувати на старті гри оборонні вежі. Розвиток Масарі відбувається за одним з трьох напрямків: збалансованим, світлим або темним. Світлий надає більше переваг в атаці, темний — у захисті, а збалансований поєднує обидва, проте не дозволяє вивчити найсильніші здібності. При цьому Масарі можуть перемикатися між світлим і темним режимами. Суперзброя: «Палаючий гнів», який створює керований руйнівний промінь, доступний у світлому режимі; і «Буря матерії», що  створює зону, де вороги паралізуються та поступово пошкоджуються, доступний у темному режимі.

## Сюжет
У 2012 році на Землю нападає інопланетна раса, відома як Ієрархія. Її мета полягає у видобутку корисних копалин з планети, нехтуючи місцевим життям. Людям не вдається протистояти Ієрархії, проте невдовзі на Землю прибуває ще одна раса під назвою Новус. Це раса роботів, чиїх творців Ієрархія знищила тисячі років тому, і які мають єдину мету — помститися.
Новус допомагають людському опору у Вашингтоні, округ Колумбія, та з'ясовують, що Ієрархія чомусь зволікає з використанням пристрою «Очищувача», здатного перетворювати масу на енергію в промислових масштабах. Військами Новуса командує Мірабель, клонована представниця творців цієї раси. Їй вдається подружитися з людським генералом Муром, який командує залишками армії США. Разом вони здійснюють атаку на космічний ліфт Ієрархії, щоб дозволити Мірабель піднятися на один з їхніх командних кораблів. Але виявляється, що Камал Ре'кс, який відповідає за сили Ієрархії на Землі, навмисно затримав активацію «Очищувача», щоб заманити війська Новуса на Землю та знищити їх усіх разом. Камал Ре'кс атакує командний корабель, щоб убити Мірабель та позбавити Новус командування. Їй вдається втекти з корабля, але вона не може попередити свої війська. Лідер Новуса, відомий як Засновник, жертвує собою, щоб запобігти вибуху своєї бази та знищенню вцілілих роботів.
Камал Ре'кс наказує підготувати «Очищувач», поки польовий командир Ієрархії Орлок відволікає війська Новуса. Випадково він тривожить пристрій цивілізації Масарі, схований під пірамідами в Єгипті. В океанах Землі починають пробуджуватися космічні кораблі Масарі, щоб спали там тисячі років. Хоча материнський корабель Масарі створює сигнал, який перешкоджає використанню «Очищувача», Ієрархія бомбардує корабель з орбіти. Орлок вирушає на штурм корабля.
Орлок сумнівається в здатності Камала адекватно командувати. Шпигун Нуфай, який працював на Камала, і належав до виду, який Ієрархія знищила, каже Орлоку, що допоможе повалити Камала. Орлок намагається укласти союз із королевою Масарі Алтеєю, але замість неї знаходить її сина, принца Зессуса. Принц і його війська приєднуються до Орлока, який намагається захопити комунікаційний центр, щоб закликати армію Ієрархії до бунту. Але Камал Ре'кс збирає величезне військо, яке Орлок з труднощами перемагає. Тоді Нуфай змінює перевагу на бік Камала, знищує Орлока та посідає його місце. Нуфай запускає «Очищувач», а принц Зессус потрапив у полон, але згодом йому вдається втекти. Він знаходять людей і об'єднуються з ними.
Тим часом Масарі розлючені тим, що їхній корабель знищено, а Земля атакована передчасно. Виявляється, Масарі спрямовували розвиток людства, щоб воно колись стало достатньо могутнім і перемогло невдячну Ієрархію, яку Масарі врятували від вимирання. Новус зв'язується з королевою Алтеєю та пропонує свої послуги. Масарі та Новус спільно атакують усі бази Ієрархії на Землі. Коли вони прибувають до Південної Америки, то знаходять Зессуса, який зібрав з людей союзне військо. Об'єднані армії Масарі, Новуса та людей руйнують «Очищувач». Камал Ре'кс обурений і намагається знищити їх самотужки, проте миттєво зазнає поразки.
Люди та Новус хочуть убити Камала за шкоду, яку він завдав галактиці та Землі. Але королева Масарі каже, що це не припинить агресію Ієрархії. Королева створює для Камала ілюзію, в якій він продовжує завоювання галактики. Людство за допомогою Масарі та Новуса відбудовує свою цивілізацію та виконує своє призначення протистояти Ієрархії.

## Оцінки й відгуки
| Агрегатор  | Оцінка | Оцінка |
| Агрегатор  | PC     | X360   |
| ---------- | ------ | ------ |
| Metacritic | 77/100 | 66/100 |

| Видання                      | Оцінка  | Оцінка |
| Видання                      | PC      | X360   |
| ---------------------------- | ------- | ------ |
| Destructoid                  | Н/Д     | 4/10   |
| Edge                         | 6/10    | Н/Д    |
| Eurogamer                    | 7/10    | 4/10   |
| Game Informer                | 8.25/10 | 5/10   |
| GamePro                      | [ 13 ]  | Н/Д    |
| GameRevolution               | B−      | Н/Д    |
| GameSpot                     | 7.5/10  | 6.5/10 |
| GameSpy                      | [ 17 ]  | [ 18 ] |
| GameTrailers                 | Н/Д     | 7.5/10 |
| GameZone                     | 8/10    | 7.2/10 |
| IGN                          | 8/10    | 6.3/10 |
| Official Xbox Magazine (США) | Н/Д     | 7.5/10 |
| PC Gamer (США)               | 85 %    | Н/Д    |
| PC PowerPlay                 | 8/10    | Н/Д    |

Версія для Windows отримала «загалом схвальні відгуки», тоді як версія для Xbox 360 отримала «посередні» відгуки, згідно агрегатором Metacritic.
Ендрю Даґлі в GamePro описав версію для Windows «як ковток свіжого повітря, що несе з собою неясний запах чогось поганого». Зазначалося, що гра візуально приваблива та пропонує гарне поєднання тактичних і стратегічних елементів. Але групування військ і пошук ними шляху на місцевості не завжди діє адекватно, а керування в цілому ускладнене тим, що війська завжди представлені як окремі бойові одиниці, а не загони. Критикувалося також те, що черга будівництва обмежена шістьма одиницями, тому потрібно регулярно повертатися на базу. «Жодна з цих проблем сама по собі не завдає шкоди, але є постійною та дратує».
Стів Баттс у IGN відгукнувся, що в Universe at War: Earth Assault чудовий візуальний дизайн, музика, та добре збалансовані фракції, гра за які суттєво відрізняється. Проте пошук шляху та групування військ іноді цілковито руйнують віддані накази, і війська блукають місцевістю чи ігнорують попередні завдання. Крім того ефекти DirectX 10 непомітні і їхнє ввімкнення тільки гальмує гру.
Джейсон Окаспо на сайті GameSpot писав: «Крім унікальних рас, Universe at War насправді не вводить нічого нового в жанр. Це дуже традиційна стратегія в реальному часі в дусі Command & Conquer». Вона має декілька суттєвих недоліків, серед яких замалий масштаб подій на екрані, застаріла графіка та погана продуктивність DirectX 10.
Роб Фейгі в Eurogamer суттєвим недоліком вказав необхідність мати «золоту» платну підписку на сервіс Games for Windows — Live, щоб отримати досягнення, які дають переваги в багатокористувацькій грі. Адже саме в багатокористувацьких сутичках Universe at War розкриває свій потенціал, прихований в сюжетній кампанії за заскриптованими місіями.